# Witsum
Witsum (frisó septentrional Wiisem, danès Vitsum) és un dels municipis de l'illa de Föhr (Illes Frisones) que forma part del districte de Nordfriesland, dins l'Amt Föhr-Amrum, a l'estat alemany de Slesvig-Holstein. Segons el cens de 2022 te una població de 41 habitants.

## Història
Witsum és esmentada per primera vegada el 1509. Com a part de Westerland Föhr, pertanyia als enclavaments reials de Dinamarca i, per tant, va ser part directa de la corona danesa, mentre que Osterland Föhr pertanyia al ducat de Schleswig. Només quan Dinamarca va perdre Schleswig davant Prússia en la Guerra dels Ducats, Witsum es va convertir en una part de Schleswig-Holstein.
Witsum i l'aldea veïna d'Utersum van ser els únics municipis en la segona zona dels plebiscits de Schleswig en votar a favor de Dinamarca el 1920, però, com que no es troba a la mateixa frontera, els dos es van quedar a Alemanya.